# Ruckasing
Ruckasing ist ein Ortsteil der Gemeinde Osterhofen im Landkreis Deggendorf in Bayern.

## Lage und Erreichbarkeit
Ruckasing befindet sich circa zwei Kilometer südwestlich der Gemeinde Winzer und ist durch die Staatsstraße 2115 mit ihr verbunden.

## Geschichte
Ruckasing gehörte von alters her zu den Besitzungen des Klosters Niederaltaich und ist im 13. Jahrhundert unter den vogtfreien Gütern dieses Klosters aufgeführt. Hauptsächlich wurde dort Viehwirtschaft betrieben. Mit Inkraftsetzen des Gemeindeedikts von 1818 entstand die zunächst aus drei Dörfern bestehende Gemeinde Aicha an der Donau, der 1821 weitere Orte, u. a. auch Ruckasing, zugeordnet wurde. 1830 bestand der Ort aus 13 Wohnhäusern und zählte 100 Einwohner. Kirchlich war Ruckasing der Pfarrei Osterhofen zugeordnet. Im Zuge einer Gebietsreform kam Aicha am 1. Mai 1978 mit seinen Ortsteilen zur Stadt Osterhofen.